# Volujak
Volujak je pohoří na hranicích Bosny a Hercegoviny a Černé Hory, je součástí Dinárských hor. Je jedním z trojice pohoří, které obklopují krásné Trnovačko jezero (spolu s Maglićem a Bioćem). Jedná se o 20 km dlouhý hřeben táhnocí se od severozápadu na jihovýchod. Nejvyšší horou je Vlasulja (2336 m) (někdy je Vlasulja chápána jako samostatný masív a v tomto případě je nejvyšší horou Volujaku Studenac). Ze západu a jihu je Volujak údolím řeky Sutjeska oddělen od pohoří Zelengora a Lebršnik, na východě sousedí s pohořím Bioć v dolině Smrekovac a na severu tvoří hranici mezi Volujakem a Maglićem potok Suha (Suški). Pohoří zasahuje do bosenského Národního parku Sutjeska. Pohoří je do výšky 1600 m bohatě porostlé lesy – jak bukovými, tak jedlovými.

## Významné hory
- Velika Vlasulja (2337 m)
- Široka Točila (2297 m)
- Studenac (2294 m)
- Previja (2273 m)
- Badaň (2241 m)